# 山城宏
山城宏（やましろ ひろし、1958年8月12日 - ）は、日本の囲碁棋士。山口県下松市出身、日本棋院中部総本部所属、島村俊廣九段門下、九段。王冠戦優勝15回、棋聖戦挑戦、本因坊戦挑戦3回など。若手の頃から「中京の豆ダイヤ」と言われ（羽根泰正の「中京のダイヤモンド」に次ぐあだ名）、地に辛く中盤以降の追い込みが強い棋風で「浸透流」とも呼ばれる。2012年より日本棋院副理事長を務める。

## 経歴
幼稚園で父親に教わって碁を覚え、小学校一年の1965年に、親元を離れて名古屋の島村俊廣九段に入門、島村導弘五段と俊廣九段のところで内弟子世活を送り、1971年に日本棋院院生となる。大阪で入段試験に参加して1972年、入段。中部総本部に所属する。
1977年、五段で岩田達明を破り王冠戦優勝。1978年に名人戦で初のリーグ入り。1979年に新人王戦決勝に進出するが、石田章に1-2で敗れる。この頃から、同世代の片岡聡、王立誠、小林覚らとともに「若手四天王」と呼ばれる。
1984年に王座戦で加藤正夫に挑戦するが0-3で敗退。1985年九段。1986、87年に本因坊戦で武宮正樹に連続挑戦するが、1-4、0-4で敗退。元々地に辛い棋風だったが、この敗戦以後は大模様などの厚い碁も打つようになり、芸風を広げたと言われた。1987年の日中スーパー囲碁では5人抜きを達成するも、馬暁春に敗れる。
1992年棋聖戦で小林光一に挑戦。初戦から2連勝し5局目までで3-2でとしたが、第6局は敗戦。第7局終盤小ヨセの時点まで有利に運びながら半目負けとし、敗退する。この時の、星に小ゲイマガガリして三間にヒラいた石に打ち込んで出来た形はその後流行し、棋聖戦定石と呼ばれた。
1993年に本因坊戦3度目の挑戦者になるが、趙治勲に1-4で敗れる。この時の趙の感想で「僕の碁はギリギリでできている積み木のようなもの。山城さんの鉄筋コンクリート建てのような碁とは違う」という比較がある。
2008年、史上10人目となる公式戦通算1000勝を達成（492敗7持碁）。
2010年、第35期棋聖戦リーグ入り。Bリーグにおいて4勝1敗で井山裕太と同率となるも、序列上位の井山がリーグ優勝者となった。第51期王冠戦で羽根直樹王冠を破り、通算15期目の王冠位を獲得。
通算6回七大タイトルに挑戦しながら獲得に至っておらず、山城の無冠は「囲碁界七不思議の一つ」（日本経済新聞2004年5月23日朝刊）とまで言われている。
2006年から2012年までは中部総本部の棋士会長を務めた。2012年6月、日本棋院副理事長に就任。また2013年5月には、囲碁のナショナルチーム「GO・碁・ジャパン」の監督に就任した。
2016年8月、日本棋院東京本院に移籍。
2017年6月、史上8人目となる通算1200勝を達成（616敗7持碁）。58歳10か月、入段から45年2か月、勝率.661での到達。
2018年8月、日本棋院中部総本部に移籍。東京本院に移籍してから2年後に出戻りする形となった。
名古屋市で「山城宏子供囲碁教室」も開いている。

### タイトル歴
- 王冠戦 1977、1981-1982、1984-1987、1993-1996、2000-2001、2005、2010年（通算15期、最多優勝記録）

### その他の棋歴
国内棋戦
- 留園杯争奪早碁トーナメント戦 準優勝 1978年
- 新人王戦 準優勝 1979年
- 王座戦 挑戦者 1984年
- 本因坊戦 挑戦者 1986、1987、1993年
- 棋聖戦 挑戦者 1992年
  - 五段戦優勝 1977年、六段戦優勝 1981年
- 天元戦 挑戦者 1992年
- 名人戦リーグ5期、本因坊戦リーグ9期、棋聖戦リーグ（Sリーグ）7期

国際棋戦
- 世界囲碁選手権富士通杯 ベスト8 1990年
- 東洋証券杯世界選手権戦 ベスト4 1995年
- 日中囲碁決戦
  - 1984年 1-2 銭宇平
  - 1988年 1-2 馬暁春
- 日中スーパー囲碁
  - 1986年 0-1（×聶衛平）
  - 1987年 5-1（○王群、○銭宇平、○芮廼偉、○江鋳久、○曹大元、×馬暁春）
  - 1989年 1-1（○張文東、×兪斌）
  - 1992年 0-1（×馬暁春）
  - 1994年 2-1（○劉小光、○陳臨新、×曹大元）
- 真露杯SBS世界囲碁最強戦
  - 1994年 1-1（○曹大元、×徐奉洙）
  - 1996年 0-1（×劉昌赫）

### 受賞歴
- 棋道賞 1973年新人賞、1978年殊勲賞、1981年最多勝（38-10）・勝率1位（.792）・連勝賞（12連勝）、1983年連勝賞（11連勝）、1984年敢闘賞、1986年技能賞、2011年勝率1位（28-7、.800）
- 土川賞 1985、87、2011年

## 著作
- 『詰碁ジョイブックス 9 中級編』日本棋院 1982年
- 『強くなる詰め碁100 実戦力をアップする』日本文芸社 1986年
- 『消しと利かし （烏鷺うろブックス） 』日本棋院 1989年
- 『棋聖決定七番勝負 激闘譜〈第16期〉棋聖 小林光一‐挑戦者 山城宏』読売新聞社 1992年
- 『山城宏の置碁戦術 序盤50手必勝法』日本放送出版協会 1996年
- 『山城宏 打碁鑑賞シリーズ(10)』日本棋院 2005年